# Pycnoderes drakei
Pycnoderes drakei är en insektsart som beskrevs av Knight 1926. Pycnoderes drakei ingår i släktet Pycnoderes och familjen ängsskinnbaggar. Inga underarter finns listade i Catalogue of Life.